# Kasjan (Siennica Nadolna)
Kasjan – nieoficjalna część wsi Siennica Nadolna w Polsce, położona w województwie lubelskim, w powiecie krasnostawskim, w gminie Krasnystaw.
W latach 1975–1998 miejscowość administracyjnie należała do województwa chełmskiego.
Wieś stanowi sołectwo gminy Krasnystaw.